# Pencak silat

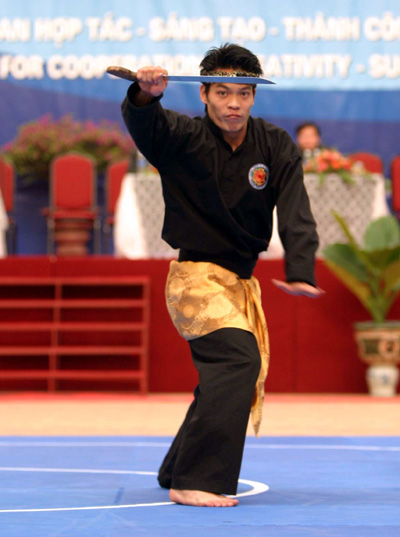

Pencak-Silat là một môn võ xuất phát từ Indonesia. Các kiểu đánh của môn võ này khác nhau tùy theo vùng và thường mô phỏng theo động tác của các con vật như loài hổ (Harimau), đại bàng (Garuda), v.v... Ngày nay, môn võ này có rất nhiều kiểu đánh khác nhau vì mỗi võ sĩ Pesilat đều có thể tự sáng tác ra các động tác cho riêng mình để làm phong phú cho môn phái.
Ngoài ra, cần phải phân biệt giữa hai loại Silat chính đó là Silat Seni (Silat Melayu) và Pencak Silat. Nếu nói Pencak Silat là môn võ Silat của Indonesia thì Silat Seni là một môn võ Silat của Malaysia có nguồn gốc từ vùng Mã Lai. Các kỹ thuật của Silat Seni xoay quanh các động tác "nhu" nên chuyển động với lối đánh thường rất mềm mại và uyển chuyển. Còn Pencak Silat là sự phối hợp nhịp nhàng giữa các kỹ thuật "cương" và "nhu". Trong khi Pencak Silat được ví như một phiên bản thi đấu thể thao của Silat và dùng để tự vệ thì Silat Seni là một sự am hiểu sâu sắc nhiều hơn về bộ môn Silat cũng như khía cạnh nghệ thuật sinh tồn của môn võ này. Năm 2019, Pencak Silat được Unesco công bố là di sản văn hoá của Indonesia.

### Nguồn gốc

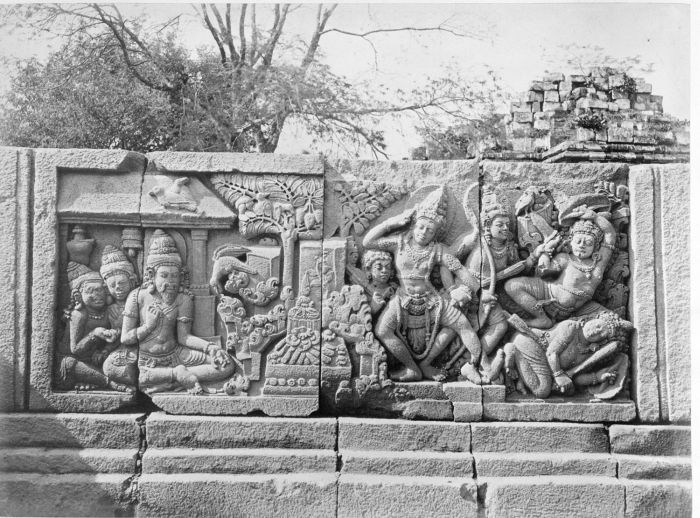
Bức phù điêu cảnh chiến đấu tại Đền Prambanan mô tả vũ khí thời đó như kiếm, khiên, gậy, cung và một con dao găm giống kris

## Các hệ phái

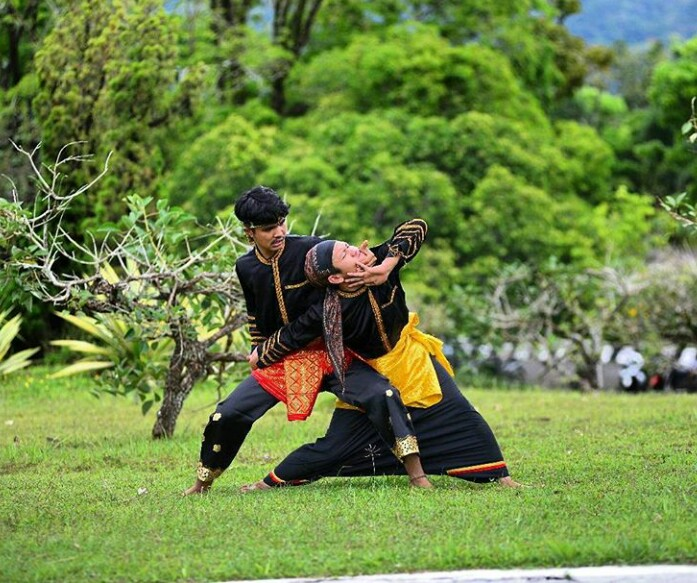
Silek harimau

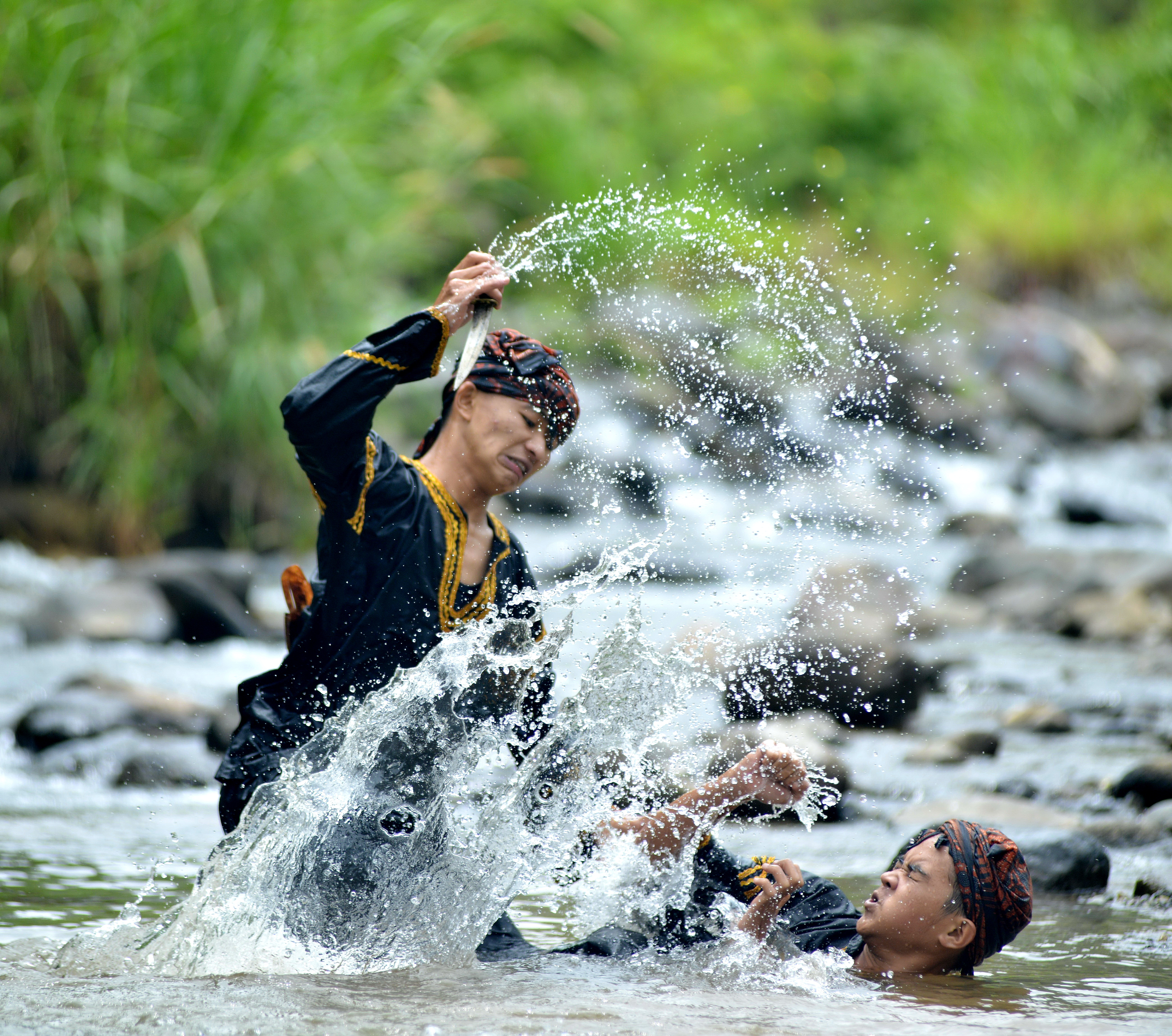
Silek Harimau

## Lịch sử